# راسپری (آرکانزاس)
راسپری (به انگلیسی: Raspberry) یک منطقهٔ مسکونی در ایالات متحده آمریکا است که در شهرستان پوپ، آرکانزاس واقع شده‌است. راسپری ۵۸۸٫۸۸ متر بالاتر از سطح دریا واقع شده‌است.